# Centrale d'Aberthaw
La centrale d'Aberthaw était une centrale thermique alimentée au charbon située au pays de Galles au Royaume-Uni.
Elle a été fermée en 2019.